# Sonatevorm
De sonatevorm (in het Nederlands ook wel hoofdvorm genoemd) is een vormtype uit de muziek, dat onder andere in het eerste deel van een symfonie voorkomt. Anders dan de naam doet vermoeden slaat de term 'sonatevorm' niet op een hele sonate, maar doorgaans op de vorm van het eerste deel ervan. De overige delen van een symfonie of sonate kunnen geheel andere vormen volgen, zoals de liedvorm of de rondovorm of een thema met variaties behelzen.
De sonatevorm kenmerkt zich door haar driedelige opbouw: expositie - doorwerking - reprise, als een verhaal met een opening, een uitwerking en een recapitulerend slot. De reprise wordt ook vaak re-expositie genoemd.

## Schematische weergave van de sonatevorm
- (Introductie) (optioneel, meestal langzamer dan het hoofdthema)
- Expositie (wordt dikwijls een keer herhaald):
  - hoofdthemagroep { Ia - Ib } (in hoofdtoonsoort)
    - overgangsgroep of -zin (moduleert) 

  - neventhemagroep { IIa-IIb-IIc (codetta) } (in dominant (wanneer hoofdthema majeur is) of paralleltoonsoort (wanneer hoofdthema mineur is) )
- Doorwerking: materiaal uit expositie, harmonische spanningsopbouw
- Reprise = Re-expositie:
  - hoofdthemagroep { Ia - Ib } (soms verkort) (in hoofdtoonsoort)
    - verbindingsgroep of -zin (soms verkort) (moduleert niet)

  - neventhemagroep { IIa-IIb-IIc (codetta) } (soms verkort) (in hoofdtoonsoort)
- (Coda) (optioneel, afronding)

## Uitleg

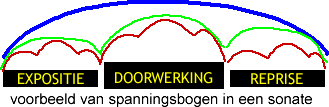
Voorbeeldje van mogelijk spanningsverloop in een sonatevorm

Typerend voor de sonatevorm is de spanningsopbouw en de dialectische uiteenzetting door middel van twee (soms zelfs drie) thema's of themagroepen. De thema's zijn doorgaans contrasterend, bijvoorbeeld het één een duidelijke  stellingname, en het ander meer zoekend, peinzend, het één staccato of forte, het ander dan legato of piano. De thema's hebben in de expositie altijd contrasterende toonsoorten: het eerste in de hoofdtoonsoort, het tweede in de dominanttoonsoort. Vaak is er ook een contrast in het gebruik van de opmaat in het eerste en het tweede thema: wanneer het eerste thema met een opmaat begint, is vaak het tweede thema zonder opmaat (en vice versa). Vroeger duidde men dit thematisch contrast ook wel aan met 'mannelijk' versus 'vrouwelijk' thema.
In mineur is het gebruikelijk dat het tweede thema in de majeur-parallelle toonsoort klinkt. Om van toonaard of toonsoort te veranderen wordt tussen beide thema's vaak een 'brug' geplaatst (de overgangsgroep of overgangszin, in de reprise de verbindingsgroep of -zin). Na de expositie komt vaak de zogenaamde codetta: de kleine staart, ook de slotgroep genoemd. Hiermee wordt de expositie afgesloten, vaak met muzikale motieven die later in de coda (zie verderop) ook worden gebruikt. 
In de doorwerking zijn delen van de beide thema's in vele toonsoorten te horen, en wordt meestal naar een synthese van beide thema's gestreefd. Hierin is een verwantschap met de Hegeliaanse dialectiek te vinden: these - antithese - synthese. In de muziek zijn het eerste en tweede thema: these en antithese.
De synthese is als proces in de doorwerking, als resultaat in de reprise hoorbaar, omdat daar beide thema's in de hoofdtoonsoort te horen zijn. In de doorwerking worden vaak motieven uit de verbindings- of overgangszin of van de codetta verwerkt, of er kan zelfs nog nieuw thematisch materiaal opduiken. 
De sonatevorm in grootse opgezet bevat een uitgebreidere doorwerking, waarbinnen zich vaak ten slotte een episode aftekent, de "terugleiding", ook Riconduzione, Retransition. Er komt een einde aan het steeds wisselen van tonaliteit, in een bijzondere motiefontwikkeling en een volgehouden bastoon. Deze passage weet de verwachting te wekken, dat de hoofdtoonsoort en het eerste thema zullen gaan terugkeren. 
Na de re-expositie (de reprise) volgt vaak een coda (Italiaans: staart), die het stuk afsluit.
De sonatevorm wordt zeker niet altijd punt voor punt gevolgd zoals hierboven beschreven; er zijn vele variaties en varianten mogelijk. Hier is slechts een basisvorm gegeven, ontwikkeld door musicologen in een tijd nadat er al talloze stukken volgens deze principes waren gecomponeerd.

## Trivia

#### Begrippen in West-Europa
Het begrip sonatevorm is niet bedacht of ontdekt op een moment door een persoon. Het is een samenvatting, een resultante en zonder overdrijving een succesformule van tweehonderd jaar ontwikkeling in de instrumentale muziek van Centraal en West-Europa. De grote componisten, Bach, Scarlatti, Haydn, Mozart, Beethoven en hun opvolgers hebben de muziekesthetiek van de Westerse wereld voorbeelden zonder weerga meegegeven. Vanuit die enorme voorraad kunnen de namen en omschrijvingen die de verschillende Europese talen hanteren, wat klaarheid brengen in de abstracte klank van louter één visie, de Nederlandstalige, op de fasen en geledingen van deze succesvorm.
De doorwerking in de sonatevorm wordt in de Europese buurtalen graag genoemd de "ontwikkeling" - Développement, Development, Sviluppo, Desarrollo, Desenvolvimento - en een "doorzetten", doorpakken, goed uitpakken - Durchführung, treffend omschreven als een "motivisch-thematische arbeid". De gebruikelijke vertaling doorwerking duidt zulke processen matig helder aan. 
De reprise - "hervatting", herhaling - Ripresa, Reprise - heet ook zoals gezegd het "nog eens uitstallen", weer uiteenzetten - Réexposition, Reexposição - en ook wel het "nog eens samenvatten", resumeren - Recapitulation, Recapitulação. 
De eerste fase van de sonatevorm kreeg overal de naam van uitstalling, het tentoonstellen - Expositie, met woorduitgangen naar nationaal gebruik. 
Nog algemenere instemming geniet het "staartstuk" - de Coda. In een enkel geval zegt de naam Coda final nagenoeg hetzelfde.